# Bixente Lizarazu
Bixente Jean-Michel Lizarazu (pronúncia em basco: biˈʃente lisaˈrasu; Saint-Jean-de-Luz, 9 de dezembro de 1969) é um ex-futebolista francês de origem basca que atuava como lateral-esquerdo.
Lizarazu, que nasceu na porção francesa do País Basco, na província de Lapurdi, atuou em 97 partidas pela Seleção Francesa e marcou dois gols, além de ser peça importante nos títulos da Copa do Mundo de 1998 e da Euro 2000. Venceu seis vezes a Bundesliga com o  Bayern de Munique, como também cinco Copas da Alemanha. No Bayern, seu número da camisa era 69, que ele dizia usar por ser este número o do ano em que nasceu e também por medir 1,69 m.

## Carreira

### Clubes
Após formar-se no Les Églantins de Hendaya, onde permaneceu até 1986, iniciou a carreira profissional no Bordeaux, inicialmente atuando na equipe reserva. Promovido ao elenco principal em 1988, foi campeão da Ligue 2 (segunda divisão francesa) em 1991–92 e da Taça Intertoto em 1995. Nos Girondinos, foi ainda vice-campeão da Copa da UEFA de 1995–96. Liza entrou em campo 289 vezes com a camisa do Bordeaux (43 jogos pelo time B e 246 pela equipe principal), com 32 gols no total (10 no Bordeaux B e 22 no time principal).
Quando já era considerado um dos laterais-esquerdos melhor cotizados do futebol internacional, transferiu-se ao Athletic Bilbao, clube famoso por uma política instalada na década de 1910 em que restringe seus jogadores àqueles nascidos ou criados no País Basco, ou a descendentes de bascos pelo mundo. Ainda assim, Lizarazu é o único jogador oriundo do País Basco francês contratado pelo Athletic. Em 2017, ainda pensava-se também que seria o terceiro francês do clube, cujos período na década de 1900 registrava participações de um Didixien e de um Armand Cazeaux, ambos descritos no Diccionario de jugadores del Athletic Club (publicado naquele ano) como franceses. Em 2022, contudo, apurou-se que o primeiro era um imigrante suíço de nome real André Didisheim; e que o segundo, embora possuísse origem francesa, era inglês e de nome Raymond Jerome Cazeaux. Por sua vez, o francês (posteriormente naturalizado espanhol) Aymeric Laporte, da década de 2010, nasceu fora da região franco-basca, mas possui ancestralidade nela.
Uma sucessão de problemas físicos acabou por limitar Lizarazu a apenas 18 partidas pelos bilbaínos. Mesmo assim, o Bayern de Munique buscou a contratação do francês, que passaria quase todo o restante da carreira na equipe alemã, salvo alguns meses em 2004 no Olympique de Marseille.
Aos 36 anos de idade, o jogador anunciou a aposentadoria do futebol em 30 de abril de 2006, quatro dias depois do astro Zinédine Zidane fazer o mesmo.

### Seleções Nacionais
Lizarazu fez sua estreia pela Seleção Francesa em novembro de 1992, contra a Finlândia, e participou também das Eliminatórias para a Copa do Mundo FIFA de 1994, mas os Bleus não conseguiram a classificação — o lateral, inclusive, esteve na surpreendente derrota por 3–2 para Israel. Disputou a Copa Kirin em 1994, vencida pela própria Seleção Francesa.
O seu primeiro torneio oficial foi a Eurocopa de 1996, tendo atuado nas cinco partidas da França na competição. Seu auge foi entre 1998 e 2001, quando venceu a Copa realizada em território francês, a Eurocopa sediada em conjunto por Bélgica e Países Baixos e a Copa das Confederações. Em 2002, não evitou a eliminação francesa na primeira fase da Copa e fez sua despedida internacional na Euro 2004. Até lá, foram 97 partidas disputadas e dois gols (um em 1995 e outro na Copa de 1998).
Liza ambém chegou a defender a seleção do País Basco em um jogo, realizado em 1993.

## Pós-aposentadoria
Também em 2006, o ex-lateral ingressou na prática do jiu-jítsu, modalidade pela qual sagrou-se campeão europeu em 2009, em Lisboa. Em novembro de 2014 participou de um evento na Barra da Tijuca, Zona Oeste do Rio de Janeiro, à convite de Rogério Minotouro.

## Títulos
Bordeaux
- Ligue 2: 1991–92
- Copa Intertoto da UEFA: 1995

Bayern de Munique
- Copa da Liga Alemã: 1997, 1998, 1999 e 2000
- Copa da Alemanha: 1997–98, 1999–00, 2002–03, 2004–05 e 2005–06
- Bundesliga: 1998–99, 1999–00, 2000–01, 2002–03, 2004–05 e 2005–06
- Liga dos Campeões da UEFA: 2000–01
- Copa Intercontinental: 2001

Seleção Francesa
- Copa do Mundo FIFA: 1998
- Eurocopa: 2000
- Copa das Confederações FIFA: 2001 e 2003

### Prêmios individuais
- Seleção da Europa da European Sports Media: 1998–99
- Time do Ano da UEFA: 2001
- Melhor lateral esquerdo da Bundesliga pela Kicker: 2001, 2002 e 2005
- FIFA XI: 2002
- Seleção Francesa de Todos os Tempos (Time B) - IFFHS[15]